# فدعق (مدينة البيضاء)

تعديل مصدري - تعديل

حارة فدعق هي إحدى حارات مدينة مدينة البيضاء أحد مدن محافظة البيضاء، بلغ تعداد سكانها 338 نسمة حسب تعداد اليمن لعام 2004.